# Escolarismo
Escolarismo (em chinês: 學民思潮) foi um grupo ativista estudantil pró-democracia de Hong Kong ativo nos campos da política educacional, reforma política e política de juventude. Foi relatado que tinha 200 membros em maio de 2015. O grupo era conhecido por sua posição em defender a autonomia da política educacional de Hong Kong da influência de Pequim. Foi também a organização líder durante os protestos de Hong Kong em 2014, mais conhecidos como "Revolução dos Guarda-chuvas".
Fundado por vários alunos do ensino médio em 29 de maio de 2011, o grupo chamou a atenção da mídia pela primeira vez quando organizou um protesto contra a "educação moral e nacional" pró-comunista apresentada pelo governo de Hong Kong em 2012. No auge da o evento, 120 000 estudantes e membros do público assistiram à manifestação e forçaram o governo a retirar seus planos de introduzir a "educação moral e nacional" como disciplina obrigatória nas escolas.
O Escolarismo deixou de funcionar em março de 2016. Os membros principais, incluindo Joshua Wong, Oscar Lai e Agnes Chow, formaram um novo partido político Demosisto em abril.

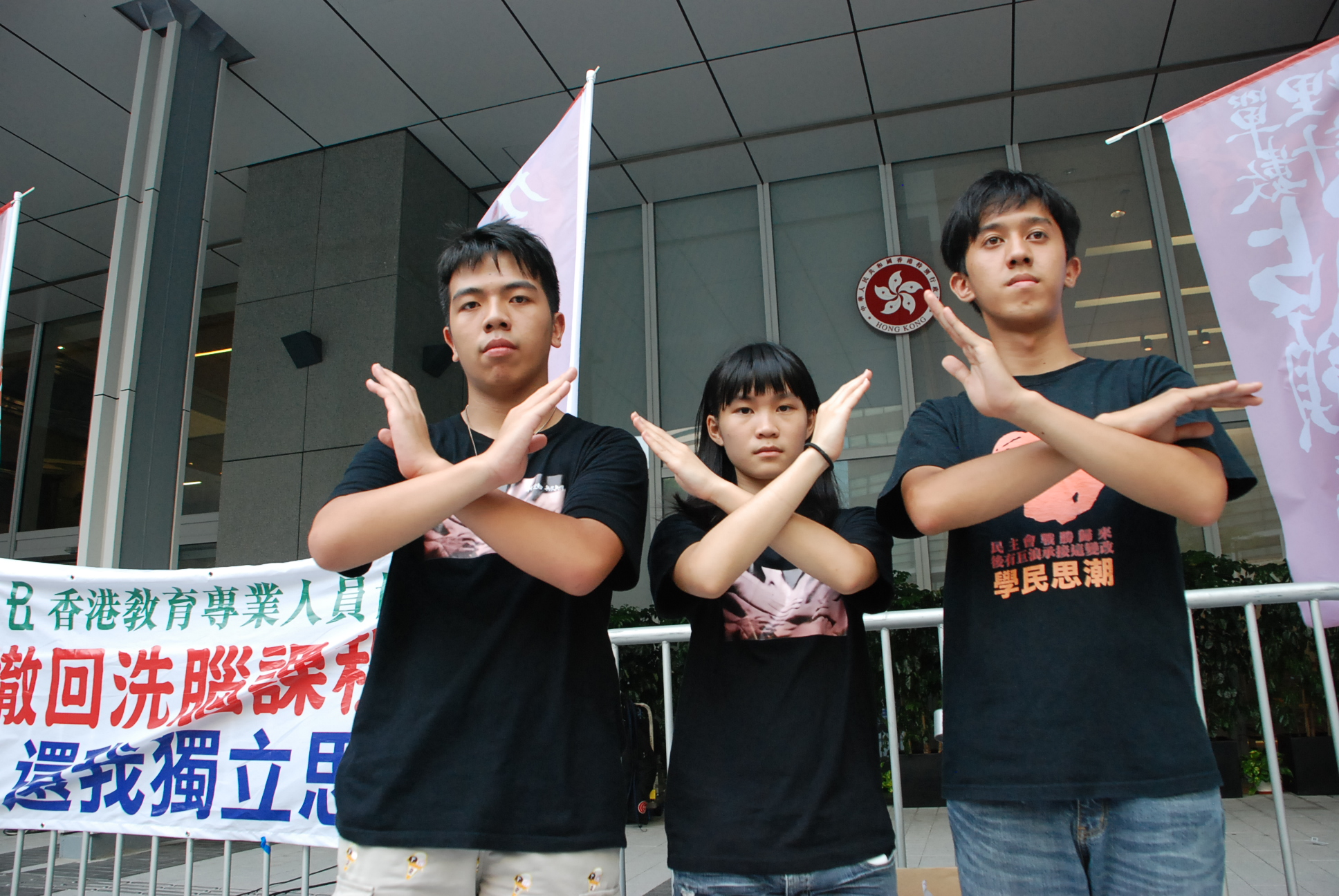
Estudantes do Escolarismo durante a greve de fome contra a Educação Nacional na sede do governo de Hong Kong em agosto de 2012
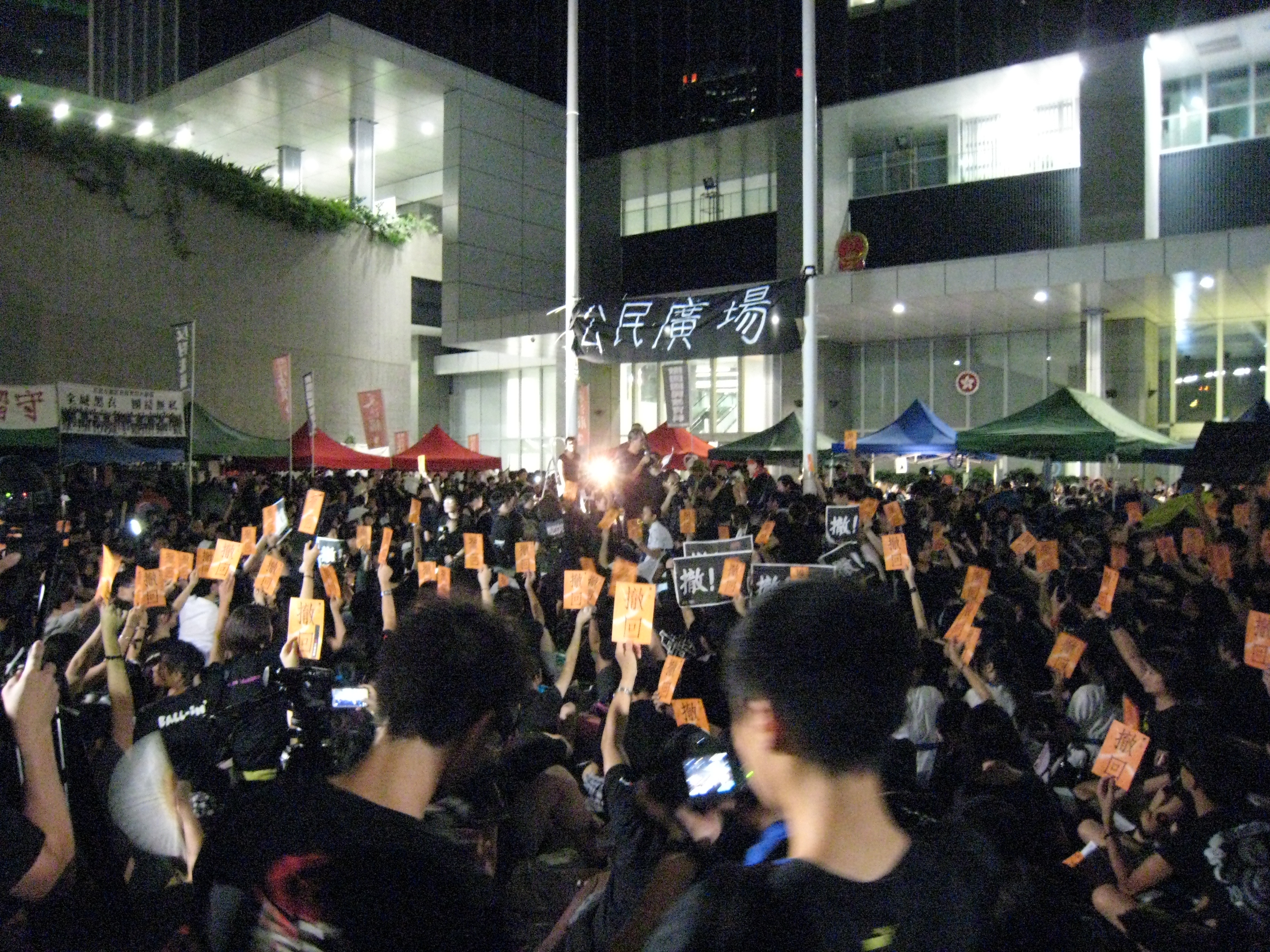
Escolarismo em frente à sede do governo no Tamar, Hong Kong, em 7 de setembro de 2012
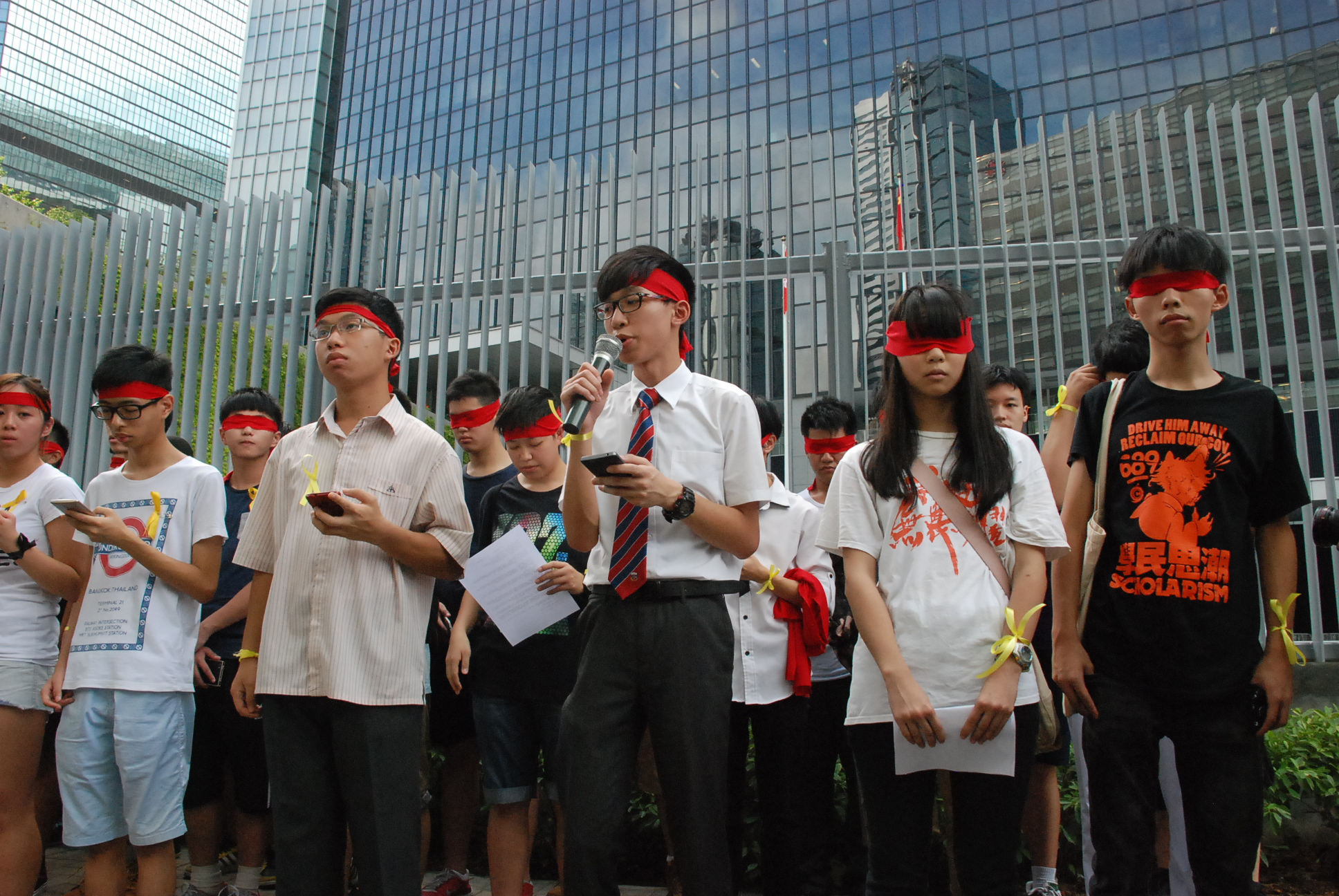
Escolarismo na Campanha de Boicote à Classe 2014 em Hong Kong [en].